# Chlorocytus terminalis
Chlorocytus terminalis är en stekelart som först beskrevs av Walker 1836.  Chlorocytus terminalis ingår i släktet Chlorocytus och familjen puppglanssteklar. Arten är reproducerande i Sverige. Inga underarter finns listade i Catalogue of Life.